# Leptostylus viridescens
Leptostylus viridescens là một loài bọ cánh cứng trong họ Cerambycidae.